# Вильегас, Конрад

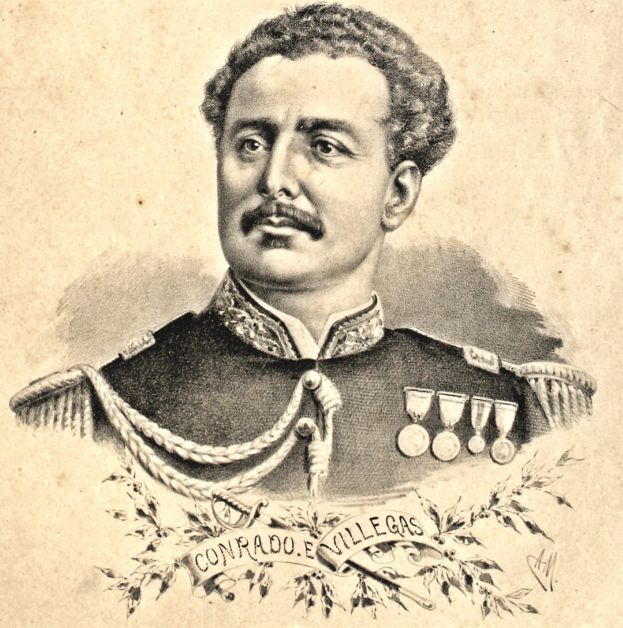
К. Вильегас

Конрад (Конрадо) Вильегас (Виллегас) (исп. Conrado Villegas; 3 февраля 1841, Тала (Уругвай) — 26 апреля  1884, Париж) — аргентинский военный деятель, генерал артиллерии и кавалерии.
Основатель города Тренке-Лаукен одноименного муниципалитета провинции Буэнос-Айрес (1876) и города Чоэле-Чоэль (1879) в провинции Рио-Негро.

## Биография

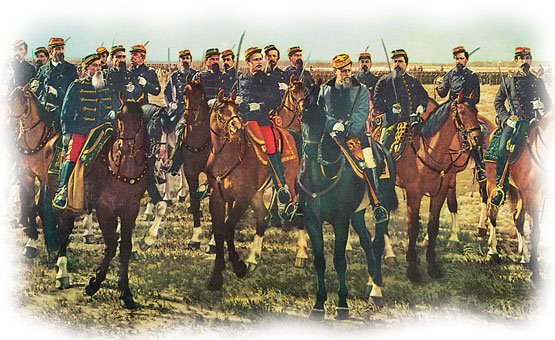
«Завоевание пустыни», худ. Хуан Мануэль Бланес (1889), на переднем плане ген. Хулио Аргентино Рока и Конрад Вильегас

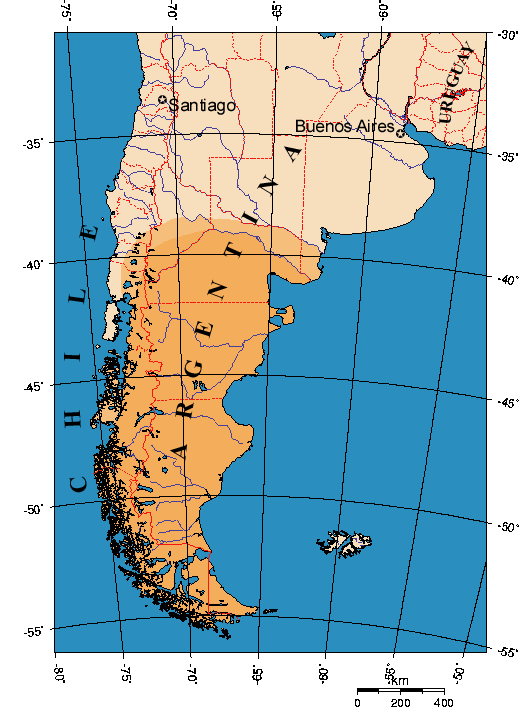
Патагония на карте Аргентины

Уругвайского происхождения. Военную карьеру начал в 1862 году. С 1865 года офицером участвовал в Войне Тройственного союза.
Активный участник Парагвайской войны и установления аргентинского господства над Патагонией в 1870—1880-х годах, в ходе боевых действий получил тяжёлое ранение. Огромная территория, населённая воинственными арауканами, была покорена его армией относительно небольшими силами и за очень короткий период времени.
Полковник Конрад Вильегас был Главнокомандующим на патагонском фронте.
В ноябре 1882 года аргентинская армия под командованием Вильегаса начала кампанию в Андах. Активные боевые действия на этом участке длились до апреля 1883 года, причём силы аргентинцев были куда меньше, чем в предыдущих операциях (не более 1400 солдат и офицеров), что не помешало им сравнительно быстро захватить новые значительные территории.
В сражениях подорвал здоровье, заболел туберкулёзом. В августе 1884 г. отправился в Европу для лечения. Умер в Париже. Его забальзамированное тело было возвращено в Аргентину.

## Память
- Его именем назван город Хенераль-Вильегас и муниципалитет Хенераль-Вильегас в провинции Буэнос-Айрес.